# Canoas Sport Club
Il Canoas Sport Club, noto anche semplicemente come Canoas, è una società polisportiva brasiliana con sede nella città di Canoas, nello stato del Rio Grande do Sul. Oltre al calcio a 11 e al calcio a 5, il Canoas ha anche altre sezioni sportive, come la pallavolo, il judo, la pallacanestro, il tennis, il track and field e il trampolino elastico.

## Storia
Il 26 gennaio 1998, il club è stato fondato dalla Universidade Luterana do Brasil come Sport Club Ulbra. Il club ha iniziato con le sezioni di pallavolo, calcio a 5, pallamano, e track and field.
Nel 2001, il club ha aperto il reparto di calcio a 11, e si è unito alla Federação Gaúcha de Futebol.
Nel 2002, l'Ulbra ha partecipato al Campeonato Gaúcho Série B e al Campeonato Gaúcho Divisão de Acesso, in quanto il regolamento della competizione permetteva a un club di giocare in entrambe le divisioni nello stesso anno. Il club ha inoltre partecipato alla terza divisione nazionale nello stesso anno, il Campeonato Brasileiro Série C, per la prima volta. Il club è stato eliminato ai quarti di finale dal Marília.
Nel 2003, il club ha vinto il Campeonato Gaúcho Divisão de Acesso, ed è stato promosso nella massima divisione statale dell'anno successivo. Il club ha partecipato al Campeonato Brasileiro Série C nello stesso anno. L'Ulbra è stato eliminato alla seconda fase da un altro club dello stesso stato, l'RS Futebol.
Nel 2004, l'Ulbra è stato finalista del Campionato Gaúcho. Il club sconfisse il Grêmio 3-1 in semifinale, ma venne sconfitto dall'Internacional in finale. Il club ha partecipato di nuovo al Campeonato Brasileiro Série C ed è stato eliminato alla seconda fase dall'Atlético de Ibirama.
Nel 2005, il club ha partecipato alla coppa nazionale, la Coppa del Brasile, per la prima volta. L'Ulbra è stato eliminato al primo turno dal Treze. Nel 2006 il club ha partecipato al Campeonato Brasileiro Série C, ma è stato eliminato alla seconda fase, e nel 2007, il club è stato eliminato alla terza fase del campionato.
Il club ha cambiato nome in Universidade Sport Club nel dicembre 2009 e infine in Canoas Sport Club il 26 novembre 2010.

## Palmarès

### Calcio

#### Competizioni statali
- Campeonato Gaúcho Divisão de Acesso: 1

2003
- Campeonato Gaúcho Série B: 1

2002

### Altri piazzamenti
- Copa Emídio Perondi:

Finalista: 2006

### Calcio a 5

#### Competizioni nazionali
- Liga Futsal: 3

1998, 2002, 2003